# Omega Pharma-Quick Step/2013
Deze pagina geeft een overzicht van de Omega Pharma-Quick Step-wielerploeg in 2013. 

## Algemene gegevens
Sponsors: Omega Pharma, Quick-Step, Jonam, Peugeot, Innergetic, Renson, Etixx
Algemeen manager: Patrick Lefevere
Ploegleiders: Davide Bramati, Wilfried Peeters, Tom Steels, Rik Van Slycke, Brian Holm, Jan Schaffrath, Rolf Aldag
Fietsmerk: Specialized
Kleding: Vermarc
Budget: niet bekend
Kopmannen: Tom Boonen, Mark Cavendish, Sylvain Chavanel,  Tony Martin, Niki Terpstra, Michał Kwiatkowski

## Renners
| Naam                            | Geboortedatum | Nationaliteit       | Ploeg 2012                   | Ploeg 2013    |
| ------------------------------- | ------------- | ------------------- | ---------------------------- | ------------- |
| Tom Boonen                      | 15-10-1980    | België              |                              |               |
| Gianluca Brambilla              | 22-08-1987    | Italië              | Colnago-CSF Inox             |               |
| Mark Cavendish                  | 21-05-1985    | Verenigd Koninkrijk | Sky Pro Cycling              |               |
| Sylvain Chavanel                | 30-06-1979    | Frankrijk           |                              |               |
| Dries Devenyns                  | 22-07-1983    | België              |                              |               |
| Kevin De Weert                  | 27-05-1982    | België              |                              |               |
| Andrew Fenn                     | 01-07-1990    | Verenigd Koninkrijk |                              |               |
| Michał Gołaś                    | 29-04-1984    | Polen               |                              |               |
| Bert Grabsch                    | 19-06-1975    | Duitsland           |                              |               |
| Iljo Keisse                     | 21-12-1982    | België              |                              |               |
| Michał Kwiatkowski              | 02-06-1990    | Polen               |                              |               |
| Nikolas Maes                    | 09-04-1986    | België              |                              |               |
| Tony Martin                     | 23-04-1985    | Duitsland           |                              |               |
| Gianni Meersman                 | 05-12-1985    | België              | Lotto-Belisol                |               |
| Serge Pauwels                   | 21-11-1983    | België              |                              |               |
| Alessandro Petacchi (vanaf 1-8) | 03-01-1974    | Italië              |                              | Lampre-Merida |
| Jérôme Pineau                   | 02-01-1980    | Frankrijk           |                              |               |
| František Raboň                 | 26-09-1983    | Tsjechië            |                              |               |
| Pieter Serry                    | 21-11-1988    | België              | Topsport Vlaanderen-Mercator |               |
| Gert Steegmans                  | 30-09-1980    | België              |                              |               |
| Zdeněk Štybar                   | 11-12-1985    | Tsjechië            |                              |               |
| Niki Terpstra                   | 18-05-1984    | Nederland           |                              |               |
| Matteo Trentin                  | 02-08-1989    | Italië              |                              |               |
| Stijn Vandenbergh               | 25-04-1984    | België              |                              |               |
| Kristof Vandewalle              | 05-04-1985    | België              |                              |               |
| Guillaume Van Keirsbulck        | 14-02-1991    | België              |                              |               |
| Peter Velits                    | 21-02-1985    | Slowakije           |                              |               |
| Martin Velits                   | 21-02-1985    | Slowakije           |                              |               |
| Julien Vermote                  | 26-07-1989    | België              |                              |               |
| Carlos Verona                   | 04-11-1992    | Spanje              | Burgos BH - Castilla y Leon  |               |

## Overwinningen

### Weg
| Ronde van San Luis 1e etappe: Mark Cavendish Ronde van Qatar 3e etappe: Mark Cavendish 4e etappe: Mark Cavendish 5e etappe: Mark Cavendish 6e etappe: Mark Cavendish Eindklassement: Mark Cavendish Puntenklassement: Mark Cavendish Ronde van de Algarve 4e etappe (individuele tijdrit): Tony Martin Eindklassement: Tony Martin Driedaagse van West-Vlaanderen Proloog: Kristof Vandewalle Eindklassement: Kristof Vandewalle Tirreno-Adriatico 1e etappe (ploegentijdrit): Gert Steegmans, Guillaume Van Keirsbulck, Mark Cavendish, Martin Velits, Michał Kwiatkowski, Niki Terpstra, Tony Martin, Zdeněk Štybar 7e etappe (individuele tijdrit): Tony Martin Parijs-Nice 6e etappe: Sylvain Chavanel Puntenklassement: Sylvain Chavanel Ronde van Catalonië 1e etappe: Gianni Meersman 2e etappe: Gianni Meersman Driedaagse van De Panne-Koksijde 2e etappe: Mark Cavendish 3e etappe B (individuele tijdrit): Sylvain Chavanel Eindklassement: Sylvain Chavanel Ploegenklassement Ronde van het Baskenland 6e etappe (individuele tijdrit): Tony Martin Ronde van Made Winnaar: Niki Terpstra | Ronde van Romandië 1e etappe: Gianni Meersman 3e etappe: Gianni Meersman 5e etappe (individuele tijdrit): Tony Martin Ronde van Italië 1e etappe: Mark Cavendish 6e etappe: Mark Cavendish 12e etappe: Mark Cavendish 13e etappe: Mark Cavendish 21e etappe: Mark Cavendish Puntenklassement: Mark Cavendish Ronde van België 3e etappe (individuele tijdrit): Tony Martin Eindklassement: Tony Martin Gullegem Koerse Andrew Fenn Heistse Pijl Tom Boonen Critérium du Dauphiné 4e etappe (individuele tijdrit): Tony Martin Puntenklassement: Gianni Meersman Nationale kampioenschappen wielrennen Frankrijk - tijdrit: Sylvain Chavanel Duitsland - tijdrit: Tony Martin Slowakije - tijdrit: Peter Velits Polen - wegwedstrijd: Michał Kwiatkowski Verenigd Koninkrijk - wegwedstrijd: Mark Cavendish Ronde van Frankrijk 5e etappe: Mark Cavendish 11e etappe (individuele tijdrit): Tony Martin 13e etappe: Mark Cavendish 14e etappe: Matteo Trentin Ronde van Wallonië 2e etappe: Tom Boonen | Ronde van Denemarken 6e etappe: Mark Cavendish Tour de L'Ain 1e etappe: Gianni Meersman Eneco Tour 3e etappe: Zdeněk Štybar 5e etappe (individuele tijdrit): Sylvain Chavanel 7e etappe: Zdeněk Štybar Algemeen klassement: Zdeněk Štybar Ploegenklassement World Ports Classic Eindklassement: Nikolas Maes Puntenklassement: Nikolas Maes Ronde van Spanje 7e etappe: Zdeněk Štybar GP Briek Schotte Winnaar: Julien Vermote Ronde van Groot-Brittannië 4e etappe: Mark Cavendish 7e etappe: Mark Cavendish 8e etappe: Mark Cavendish UCI Ploegentijdrit Winnaars: Sylvain Chavanel, Tony Martin, Kristof Vandewalle, Peter Velits, Niki Terpstra, Michał Kwiatkowski Wereldkampioenschap tijdrijden Winnaar: Tony Martin |

### Piste
Zesdaagse van Rotterdam
Winnaars: Iljo Keisse en Niki Terpstra
Zesdaagse van Zürich
Winnaars: Iljo Keisse (met Silvan Dillier)
VWEM
Omnium: Iljo Keisse
Ploegkoers: Iljo Keisse (met Ken De Fauw)
Internal parløb
Winnaars: Iljo Keisse (met Marc Hester)
Belgisch kampioenschap baanwielrennen
Ploegkoers: Iljo Keisse (met Jasper De Buyst)
Scratch: Iljo Keisse

### Veld
| Tsjechisch kampioenschap veldrijden Winnaar: Zdeněk Štybar Silvestercyclocross Winnaar: Zdeněk Štybar |

Mannen:   2003 · 2004 · 2005 · 2006 · 2007 · 2008 · 2009 · 2010 · 2011 · 2012 · 2013 · 2014 · 2015 · 2016 · 2017 · 2018 · 2019 · 2020 · 2021 · 2022 · 2023 · 2024 · 2025
Vrouwen:   2019 · 2020 · 2021 · 2022 · 2023 · 2024 · 2025
AG2R-La Mondiale · Argos-Shimano · Astana · Belkin Pro Cycling · BMC Racing Team · Cannondale Pro Cycling Team · Euskaltel-Euskadi · FDJ · Team Garmin-Sharp · Katjoesja · Lampre-Merida · Lotto-Belisol · Team Movistar · Omega Pharma-Quick Step · Orica-GreenEdge · RadioShack-Leopard · Team Saxo-Tinkoff · Sky ProCycling · Vacansoleil-DCM